# Theodoor Hendrik van de Velde
Theodoor Hendrik van de Velde (Leeuwarden, 12 febbraio 1873 – Lugano, 27 aprile 1937) è stato un ginecologo olandese.

## Biografia
Studiò medicina ad Haarlem e ad Amsterdam e lavorò alla Clinica ginecologica di Haarlem.
A differenza dei medici dell'era vittoriana che ritenevano l'attività sessuale un rischio per la salute, van de Velde credeva che la soddisfazione sessuale fosse utile a preservare il benessere di ambo i sessi.
Il suo manuale Het komplektän Huwelijk ("Il matrimonio perfetto", 1926) fu tradotto in diverse lingue. L'opera venne scritta dopo 25 anni di esperienza medica e raccoglie dettagli provenienti direttamente dalle sue pazienti o dai loro mariti, nonché dalla sua esperienza personale. Il manuale enfatizza l'importanza del contatto orale e genitale e descrive alcune posizioni sessuali.

## Opere
- Il matrimonio perfetto: fisiologia e terapia, 12ª edizione, Roma, Edizioni mediterranee, 1969.
- (EN) Sex efficiency : exercises for women, Londra, W. Heinemann medical books, 1955.
- La sessualità nel matrimonio: la sua importanza decisiva, 3ª edizione, Roma, Ed. Mediterranee, 1959.
- L'Avversione nel matrimonio, Roma, Edizioni mediterranee, 1956.